# Храм Игнатия Богоносца (Валуйки)
Храм Священному́ченика Игна́тия Богоно́сца — православный храм в городе Валуйки Белгородской области, расположенный на Лысой горе над пещерами подземного скита Валуйского Успенского Николаевского мужского монастыря.

## История

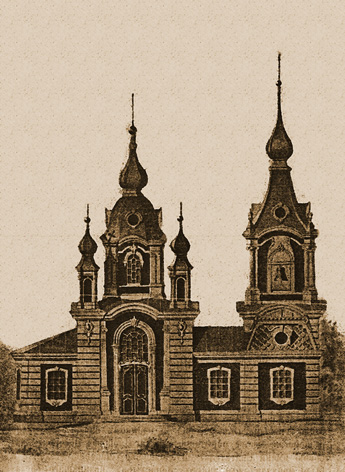
Несохранившийся деревянный храм Преображения Господня над пещерами (1917 год)

Остаётся неуточнённой дата основания пещерного скита во имя святого Игнатия Богоносца, составляющего единое целое с надземными постройками Валуйского Успенского Николаевского мужского монастыря и расположенного на расстоянии 1 км от основной территории монастыря за рекой Оскол на уступе меловой горы. С 1897 года монахи Валуйского монастыря начали увеличивать пещеры и обустраивать их, расчистка была завершена к 1910 году. В заключении осмотревшего пещеры архитектора они были признаны безопасными, а грунт крепким. 4 мая 1914 года был освящён подземный храм во имя святого Игнатия Богоносца, имевший круглую форму, диаметр около 6 м и высоту до 3 м, вмещавший во время богослужений более 30 человек. В 1916 году на холме над пещерами началось строительство деревянного храма Преображения Господня, который так и не был завершён и освящён: в 1917 году здание церкви было сожжено.
В 1926 году Валуйский Успенский Николаевский монастырь был закрыт. Пещерный скит был разграблен, монахи из него изгнаны. Позднее подземные ходы были взорваны и засыпаны.
В 2005 году был создан попечительский совет по восстановлению святынь монастыря. Надземный деревянный храм священномученика Игнатия Богоносца сооружён в 2005—2007 годы на вершине Лысой горы над пещерами. В это же время были расчищены подземные переходы и пещерный храм, обустроена смотровая площадка и прилегающие к храму территории, разбита парковая зона. Верхний храм Игнатия Богоносца освящён 22 сентября 2007 года.

## Архитектура и убранство храма
Деревянный ярусный одноэтажный храм в русском стиле с шатровой колокольней. Внутри храма находится вход в меловые пещеры протяжённостью до 640 м, в которых раньше располагался подземный скит и подземный храм Игнатия Богоносца. Вокруг церкви оборудована смотровая площадка, с высоты которой видны валуйские окрестности.